# 徐明远
徐明远（1930年10月—），山东长山人，中共党员，中国外交官，中国作家协会会员。

## 生平
1930年10月生于山东长山县。1946年参加革命工作，在山东渤海地区从事文教工作。1952年先后担任中央人民政府出版总署发行事业局及文化部社会文化局科员。1959年毕业于外交学院。
1960年起，历任中国驻瑞典大使馆随员、三秘、二秘，外交部政治部组织处长，中国驻乌干达大使馆参赞、代办。1987年8月15日至1991年3月7日担任中华人民共和国驻斐济特命全权大使，兼任驻瓦努阿图共和国特命全权大使和驻基里巴斯共和国特命全权大使。1991年退休，后返聘在外交部政策研究司工作了十年，并任外交学院兼职教授，外交部外交笔会副会长、顾问。
2001年加入中国作家协会。

## 作品
- 范承祚; 徐明远等. . 世界知识出版社.
- 徐明远. . 解放军文艺出版社. 2012年7月. ISBN 9787503323683.
- 徐明远. . 新华出版社. 2009年8月. ISBN 9787501188482.
- 徐明远; 刘新生. . 世界知识出版社. 2003年2月. ISBN 9787501219872.
- 徐明远（著）. . 浙江文艺出版社. 1998年6月. ISBN 7533908848.
- 徐明远（著）. . 中国外交官丛书. 中国华侨出版社. 1995年4月. ISBN 7800749606.

期刊文章
- 徐明远. . 中外文摘. 2013年, (第15期): 36–37. ISSN 1673-0895.
- 徐明远. . 全国新书目. 2002年, (第10期): 12. ISSN 0578-073X.
- 徐明远. . 秘书工作. 2009年, (第9期): 60–62. ISSN 1003-9740. doi:10.3969/j.issn.1003-9740.2009.09.041.
- 徐明远. . 湘潮. 2013年, (第8期): 42–43. ISSN 1003-949X.
- 徐明远. . 湘潮. 2013年, (第3期): 45–47.